# Vènnons
|  | No s'ha de confondre amb Venostes. |

Els vènnons (en llatí Vennones) eren un poble de Rècia segons Claudi Ptolemeu i de Vindelícia segons Estrabó. Ptolemeu diu que eren el poble més salvatge de tots els de Retia. Eren una de les tribus dels vindèlics.
Plini el Vell els anomena vennonetes i diu eren un dels pobles que es mencionen al Trofeu dels Alps aixecat per August. Es creu que vivien a la regió on neix l'Atesis (Adigio) que a l'edat mitjana (fins al segle XI) era conegut com a Venonesgowe o Finesgowe.